# Fitchburg (Wisconsin)
Fitchburg es una ciudad ubicada en el condado de Dane en el estado estadounidense de Wisconsin. En el Censo de 2010 tenía una población de 25.260 habitantes y una densidad poblacional de 277 personas por km².

## Geografía
Fitchburg se encuentra ubicada en las coordenadas 42°59′9″N 89°25′31″O / 42.98583, -89.42528. Según la Oficina del Censo de los Estados Unidos, Fitchburg tiene una superficie total de 91.19 km², de la cual 90.57 km² corresponden a tierra firme y (0.68%) 0.62 km² es agua.

## Demografía
Según el censo de 2010, había 25.260 personas residiendo en Fitchburg. La densidad de población era de 277 hab./km². De los 25.260 habitantes, Fitchburg estaba compuesto por el 72.17% blancos, el 10.42% eran afroamericanos, el 0.41% eran amerindios, el 4.88% eran asiáticos, el 0.04% eran isleños del Pacífico, el 8.84% eran de otras razas y el 3.23% pertenecían a dos o más razas. Del total de la población el 17.19% eran hispanos o latinos de cualquier raza.